# WTA 500
De WTA 500 is een categorie waaronder bepaalde toernooien van het WTA-tenniscircuit worden georganiseerd in de periode sinds 2021. Toernooien die onder deze categorie vallen, worden beschouwd als de belangrijkste toernooien na de grandslamtoernooien en de WTA 1000-toernooien. De WTA 500-toernooien waren tot en met 2020 onderdeel van de categorie WTA Premier. Deze voormalige categorie werd vanaf het WTA-seizoen van 2009 gehanteerd tot de start van het WTA-seizoen van 2021.
Vanaf 2021 omvatten WTA 500-toernooien evenementen met een prijzenpot van ongeveer US$ 500.000.
Aan de winnaars van deze toernooien werden 470 WTA-ranglijstpunten toegekend in de periode 2021–2023. In 2024 werd dit verhoogd naar 500 punten.

## Lijst van huidige WTA 500-toernooien
Hieronder volgt een overzicht van alle toernooien en titelhoudsters in de categorie "WTA 500" van de voorbije twaalf maanden.
| toernooi        | titelhoudster enkelspel | sinds      |         |
| --------------- | ----------------------- | ---------- | ------- |
| WTA Monterrey   | Linda Nosková           | 2024-08-24 | details |
| WTA Guadalajara | Magdalena Fręch         | 2024-09-15 | details |
| WTA Seoel       | Beatriz Haddad Maia     | 2024-09-22 | details |
| WTA Ningbo      | Darja Kasatkina         | 2024-10-20 | details |
| WTA Tokio       | Zheng Qinwen            | 2024-10-27 | details |
| WTA Brisbane    | Aryna Sabalenka         | 2025-01-05 | details |
| WTA Adelaide    | Madison Keys            | 2025-01-11 | details |
| WTA Linz        | Jekaterina Aleksandrova | 2025-02-02 | details |
| WTA Abu Dhabi   | Belinda Bencic          | 2025-02-08 | details |
| WTA Mérida      | Emma Navarro            | 2025-03-02 | details |
| WTA Charleston  | Jessica Pegula          | 2025-04-06 | details |
| WTA Stuttgart   | Jeļena Ostapenko        | 2025-04-21 | details |
| WTA Straatsburg | Jelena Rybakina         | 2025-05-24 | details |
| WTA Londen      | Tatjana Maria           | 2025-06-15 | details |
| WTA Berlijn     | Markéta Vondroušová     | 2025-06-22 | details |
| WTA Bad Homburg | Jessica Pegula          | 2025-06-28 | details |
| WTA Washington  | Leylah Fernandez        | 2025-07-27 | details |